# 동쪽 끝의 마녀들
《동쪽 끝의 마녀들》(영어: Witches of East End)는 2013년 10월 6일부터 현재까지 라이프타임에서 방영중인 드라마이다. 멀리사 데라크루스의 동명 소설을 원작으로 한다.

## 캐스트
- 줄리아 오먼드 - 조애나 보챔프
- 매션 아믹 - 웬디 보챔프
- 레이철 보스턴 - 잉그리드 보챔프
- 제나 디완 - 프레이아 보챔프
- 다니엘 디토마소 - 킬리언 가디너
- 에릭 윈터 - 대시 가디너
- 크리스천 쿡 - 프레더릭 보챔프